# Chantiers de la Loire
La société des Chantiers de la Loire est un chantier naval basé à Nantes sur le site de la Prairie-au-Duc, créé en 1881 après le rachat de Jollet et Babin et fusionné en 1914 avec les chantiers Dubigeon. 

## Historique
Par comparaison aux chantiers Dubigeon, ils eurent l'avantage de posséder un outillage neuf et une capacité de production bien adaptée à la construction moderne, notamment dans le domaine de la mécanique et des navires de pointe. Entre 1889 et 1895, 4 navires furent lancés :
- 1889 : Marie-Alice
- 1891 : Marguerite-Elise
- 1895 : Colbert
- 1896 : Jean Baptiste

En 1897 commence la construction en série. Huit navires furent lancés entre le 5 avril 1898 et le 27 juin 1899 :
1. Général de Charette
2. Mac Mahon
3. Général de Boisdeffre
4. Maréchal Davout
5. Bourbaki
6. Maréchal Lannes
7. Maréchal de Villars
8. Maréchal de Turenne

Caractéristiques de ces huit bateaux :
- Longueur : 79,54 m
- Largeur : 12,26 m
- Creux : 7,29 m
- Surface de voilure : 2 631 m2
- Tirant d'eau : 6,20 m
- 3110 tonneaux pour 2297 tonnes de jauge brut
- Gréés en 3 mâts à coffre.

Au total, 39 navires furent lancés par les Chantiers de la Loire pour des armateurs de Nantes. La succursale à Saint-Nazaire lança 21 navires, des trois mâts barque et des trois mâts carrés, de 1899 à 1901 (Cassard, Noémi Marie, Brenn, Ch. Gounod, Dupleix, Ed. Rostand, Fervaal, Jane Guillon, Belen, Brizeux, François, Gaël, Bonchamp, Haudaunine, Jean, Laënnec (1902), Michelet, Vauban, Ville de Saint-Nazaire, René). 
Les chantiers de la Loire fusionnent en 1914 avec Dubigeon et deviennent les Anciens Chantiers Dubigeon.

## Unités construites
- Bossuet, 3 mâts barque, 3000 tonneaux, 1900, Nantes, Compagnie René Guillon et René Fleury
- Général-de-Boisdeffre, 3 mâts barque, 3110 tonneaux, 1898, Nantes, Compagnie René Guillon et René Fleury
- La Bruyère, 3 mâts barque, 3000 tonneaux, 1899, Nantes, Compagnie René Guillon et René Fleury
- La Fontaine, 3 mâts barque, 3000 tonneaux, 1900, Nantes, Compagnie René Guillon et René Fleury
- La Rochefoucauld, 3 mâts barque, 3000 tonneaux, 1899, Nantes, Compagnie René Guillon et René Fleury
- Maréchal-Davout, 3 mâts barque, 3110 tonneaux, 1998, Nantes, Compagnie René Guillon et René Fleury
- Maréchal-de-Turenne, 3 mâts barque, 3000 tonneaux, 1899, Nantes, Compagnie René Guillon et René Fleury
- Maréchal-de-Villars, 3 mâts barque, 3110 tonneaux, 1899, Nantes, Compagnie René Guillon et René Fleury
- Molière, 3 mâts barque, 3110 tonneaux, 1900, Nantes, Compagnie René Guillon et René Fleury
- Montebello, 3 mâts barque, 3000 tonneaux, 1900, Nantes, Compagnie René Guillon et René Fleury

## Navires militaires
- Contre-torpilleurs de 350 tonnes de la classe Arquebuse :
  - Mousquet (1900), coulé le 28 octobre 1914 par le croiseur allemand Emden, au Combat de Penang.
  - Javeline (1900)
  - Pistolet (1901)
  - Bélier (1901)

- Classe Framée :
  - Framée (1897)
  - Yatagan (1897)